# Niwnik (gromada)
Niwnik – dawna gromada, czyli najmniejsza jednostka podziału terytorialnego Polskiej Rzeczypospolitej Ludowej w latach 1954–1972.
Gromady, z gromadzkimi radami narodowymi (GRN) jako organami władzy najniższego stopnia na wsi, funkcjonowały od reformy reorganizującej administrację wiejską przeprowadzonej jesienią 1954 do momentu ich zniesienia z dniem 1 stycznia 1973, tym samym wypierając organizację gminną w latach 1954–1972.
Gromadę Niwnik z siedzibą GRN w Niwniku utworzono – jako jedną z 8759 gromad na obszarze Polski – w powiecie oławskim w woj. wrocławskim, na mocy uchwały nr 24/54 WRN we Wrocławiu z dnia 2 października 1954. W skład jednostki weszły obszary dotychczasowych gromad Niwnik, Bolechów, Drzemlikowice, Siecieborowice i Godzinowice ze zniesionej gminy Polwica w tymże powiecie. Dla gromady ustalono 11 członków gromadzkiej rady narodowej.
1 stycznia 1959 siedzibę GRN gromady Niwnik przeniesiono z Niwnika do Godzinowic w tymże powiecie, utrzymując nazwę gromady bez zmian.
1 stycznia 1960 gromadę zniesiono, a jej obszar połączono ze zniesioną gromadą Gaj Oławski w tymże powiecie, tworząc nową gromadę Godzinowice tamże.